# Suriname Energy, Oil & Gas Summit
De Suriname Energy, Oil & Gas Summit (SEOGS) is een terugkerende internationale conferentie in Paramaribo, Suriname. De eerste conferentie in 2021 werd virtuele gehouden vanwege de coronapandemie. Het is het grootste energie-evenement in het Caribisch gebied.
Het evenement wordt bezocht door vele honderden vertegenwoordigers uit de energiesector en aanverwante sectoren, overheden en instituten. In 2024 kwamen ook ministers uit Curaçao, Trinidad en Tobago en de Bahama's en de assistent-minister van Buitenlandse Zaken van de Verenigde Staten.
Financieel wordt het gesponsord door de olieproducenten Staatsolie Maatschappij Suriname en Shell en Surinaamse bedrijven op het gebied van advocatuur, infrastructuur en mijnbouw.

## Edities
| Data             | Deelnemers | Thema                      | Opmerking |
| ---------------- | ---------- | -------------------------- | --------- |
| 2021, 1-3 juni   | 500        | Suriname open for business | virtueel  |
| 2022, 28-30 juni | 600        | Suriname open for business |           |
| 2023, 19-22 juni | 800        | Suriname open for business |           |
| 2024, 4-7 juni   | 900        | The next stage of success  |           |